# Sinfonia n. 5 (Mahler)
La Sinfonia n. 5 di Gustav Mahler fu composta a Maiernigg fra il 1901 ed il 1902, ed è in cinque movimenti. I primi due movimenti costituiscono la Parte I, il lungo scherzo centrale è la Parte II, mentre alla Parte III appartengono i due ultimi movimenti.
I movimenti sono rispettivamente:
- Parte I
  - I Trauermarsch: In gemessenem Schritt. Streng. Wie ein Kondukt. (Marcia funebre. A passo misurato, severamente, come un corteo funebre.)
  - II Stürmisch bewegt, mit größter Vehemenz (Tempestosamente mosso, con la massima veemenza)
- Parte II
  - III Scherzo. Kräftig, nicht zu schnell. (Scherzo. Vigoroso, non troppo veloce)
- Parte III
  - IV Adagietto. Sehr langsam (Adagietto. Molto lento)
  - V Rondo-Finale. Allegro (Rondo-Finale. Allegro, Allegro giocoso, Brioso)

È l'unica sinfonia su cui Mahler tornerà più volte fino alla fine della sua vita, perché non sarà mai del tutto soddisfatto della strumentazione: la scrisse durante le estati del 1901 e 1902, ma la revisionò per ben sei volte, ancora prima che fosse eseguita in prima esecuzione nel 1904 alla Tonkünstlersaal di Colonia, sia dopo, ritoccandone continuamente l'orchestrazione.

## Tonalità
Mahler preferiva che non fosse specificata alcuna tonalità per la sinfonia, vista la differenza di ogni singolo movimento. Il primo è infatti in do diesis minore, il secondo in la minore, il terzo in re maggiore, il quarto in fa maggiore ed il quinto in re maggiore.

## Discografia parziale
- John Barbirolli, New Philharmonia Orchestra, EMI Great Recordings of the Century 566910-2
- Leonard Bernstein, Wiener Philharmoniker, DG 477 6334GGP
- Simon Rattle, Berliner Philharmoniker, EMI 557385-2
- Claudio Abbado, Orchestra del Festival di Lucerna, EuroArts 205 4079; 205 4074 (DVD)